# ایل نوچیا

گروهی از جنگجویان ایل نوچیا در ترگور ارومیه

نوچیا (به سریانی:ܡܠܬ ܕܢܒܼܟ̰ܝܼܐ) از ایلات آشوری شناخته شده و معروف در شمدینلی حکاری و ترگور ارومیه می باشد.جمعیت آنان علی‌رغم پراکندگی شان در ۲۰ هزار نفر تخمین زده می شود.